# Soldi puliti
Soldi puliti è un singolo del rapper italiano Shiva, pubblicato il 25 marzo 2022 come primo estratto dal quarto album in studio Milano Demons.

## Tracce
Testi e musiche di Andrea Arrigoni e FinesseGTB.
1. Soldi puliti – 2:39

## Classifiche
| Classifica (2022) | Posizione massima |
| ----------------- | ----------------- |
| Italia            | 16                |